# Cervera (ort)
Cervera är en ort i Spanien.   Den ligger i provinsen Província de Lleida och regionen Katalonien, i den östra delen av landet, 400 km öster om huvudstaden Madrid. Cervera ligger 550 meter över havet och antalet invånare är 8 724.
Terrängen runt Cervera är platt åt nordväst, men åt sydost är den kuperad. Runt Cervera är det glesbefolkat, med 8 invånare per kvadratkilometer. Närmaste större samhälle är Tàrrega, 11,3 km väster om Cervera. Trakten runt Cervera består till största delen av jordbruksmark.